# زیردریایی یو-۲۲۸
زیردریایی یو-۲۲۸ (به انگلیسی: German submarine U-228) یک زیردریایی بود که طول آن ۶۷٫۱ متر (۲۲۰ فوت ۲ اینچ) بود. این زیردریایی در سال ۱۹۴۲ ساخته شد.